# Димитров, Петко
Петко Стоянов Димитров (16 сентября 1944, село Новачене, Софийская область — 29 апреля 2023) — болгарский морской геолог и океанолог из Института океанологии Болгарской академии наук в Варне.

## Биография
В 1969 году окончил Софийский университет «Св. Климента Охридского», геолого-географический факультет, специальность геология-геохимия. С 1969 по 1975 год работал на урановом руднике «Елешница» заместителем начальника. В 1975 году он выиграл конкурс на должность научного сотрудника и поступил на работу в Институт океанологии — БАН. В 1979 году защищает диссертацию на тему «Формирование осадков периферической области шельфа западной части Чёрного моря в четвертичное время» под руководством академика В. С. Ястребова и профессора A. A. Аксёнова в Институте океанологии им. П. П. Ширшова, Москва.
Работал в Институте океанологии Болгарской академии наук в Варне. В 1977—1984 годах был учёными секретарем, в 1984—1993 годах заместителем директора, в 1997—2009 годах заведующим отделом морской геологии и археологии. Ввёл новые для Болгарии научные дисциплины — «морская геология» и «геоархеология».
Есть оригинальные исследования, связанные с «Потопом в Чёрном море»
Он руководил и участвовал в более чем 30 международных экспедициях в Чёрном море: Советско-Болгарские научные експедиции 1977—1985 г.; (с доктором Робертом Баллардом, 2001, 2002 гг.,; Океанографический институт Вудс-Хоул, 2006 г. ; Уильям Б. Райан 2009, 2011 — проект DO 02 — 337 «Древние береговые линии Чёрного моря и условия для человеческого присутствия», финансируемый Исследовательским фондом Министерства образования и науки Болгарии). Это самая сенсационная, но и самая противоречивая находка в болгарской археологии, так называемая «Тарелка Ноя». Она была обнаруженная 15 июля 1985 года на глубине около 93 метров в 65 километрах от Варны. Подтвердить его подлинность до сих пор некому.
Участвовал в Советско-Болгарских научных экспедициях в Тихий океан (НИС «Дмитрий Менделеев» 1982 г.), Атлантический океан и Средиземное море (НИС «Витязь» 1984 г.).
Первый болгарский учёный, изучавший железо-марганцевые конкреции (IRC) в Тихом океане
Преподавал морскую геологию, литологию и геохимию в Высшем военно-морском училище имени Николы Вапцарова и Варненском свободном университете имени Черноризца Храбра. Преподаватель Болонского университета при Университетском консорциуме по специальности «Подводная археология».
Иностранный член НАН Украины. Почетный гражданин города Варна, 2013 г.
Сферы научных интересов: геология, геохимия, морская геология, геокатастрофические явления, альтернативные сырьевые и энергетические ресурсы со дна Чёрного моря, морская история и археология, урановые полезные ископаемые и добыча урана.
Он является создателем идеи использования сапропелевых отложений со дна Чёрного моря в качестве природного экологического удобрения и биологических продуктов. Патент БГ № 63868, регистрационный номер № 104106.
Научные награды: Орден «Кирилл и Мефодий» II степени, за реализацию проекта «Корреляция геологических, климатических и исторических событий в Чёрном, Мраморном и Средиземном морях за последние 25000 лет. (проект „Ной“)»
- Участвовал в фильмах о потопе на Чёрном море — «BBC — Horizon — 1996 — Ноев потоп», ZDF «Terra X 56 Die Sintflut», UFOTV «Темные тайны Чёрного моря» и National Geographic «На Чёрном море был потоп? Древние файлы X из НГ» и другие.
- Он является сотрудником Института древних цивилизаций.
- Входил в Высшую аттестационную комиссию (Научная комиссия по геолого-географическим наукам) — 2 семестра.

В 2018 году П. С. Димитров и А. Л. Чепалыга готовят совместный проект в рамках научной программы Болгария-Россия при Министерстве образования и науки на тему: «Палеогеографические реконструкции четвертичных бассейнов по материалам мультидисциплинарных исследований террас и донных отложений Чёрного моря», но, к сожалению, проект был прекращен из-за Вторжение России на Украину.

## Некоторые публикации
Автор и соавтор более 150 научных статей и книг. Цитат: более 1300.
- William B.F. Ryan, Walter C. Pitman, Candace O. Major, Kazimieras Shimkus, Vladamir Moskalenko, Glenn A. Jones, Petko Dimitrov, Naci Gorür, Mehmet Sakinç, Hüseyin Yüce. An abrupt drowning of the Black Sea shelf (англ.) // Marine Geology. — 1997-04. — Vol. 138, iss. 1—2. — P. 119–126. — doi:10.1016/S0025-3227(97)00007-8.
- Маловицкий Я.П., Димитров П.С., Чабашвили С.В., Карпенко Н.К., Есин Н.В., Марков Х.Т., Пърличев Д.Г., Золотарев В.Г. Советско-болгарская комплексная океанологическая экспедиция (5-й рейс НИС «Академик Л. Орбели») // Океанология. — 1977. — Т. 4, № 17. — С. 755-757.
- Димитров П. Далеч от брегове и фарватери (болг.). — Варна: Галактика, 1988. — 161 с.
- Димитров П., Димитров Д. Черно море, Потопът и древните митове (болг.). — Варна: Славена, 2003. — 91 с. — ISBN 954-579-278-7.